# Busiga
Busiga är en kommun i Burundi. Den ligger i provinsen Ngozi, i den norra delen av landet, 70 kilometer nordost om Burundis största stad Bujumbura.